# Stare Lipiny
Stare Lipiny – wieś w Polsce położona w województwie mazowieckim, w powiecie wołomińskim, w gminie Wołomin. Ma status sołectwa.
W latach 1975–1998 miejscowość administracyjnie należała do województwa warszawskiego.